# Bessere Zeiten
Bessere Zeiten (Original: Svinalängorna) ist ein schwedisches Filmdrama und das Spielfilm-Regiedebüt von Pernilla August aus dem Jahr 2010. In der Literaturverfilmung des Romans Svinalängorna von Susanna Alakoski muss Leena Moilanen, gespielt von Noomi Rapace, ihre sterbende Mutter besuchen und sich widerwillig mit ihrer eigenen Vergangenheit auseinandersetzen. Leena wurde in einer armen finnischen Einwandererfamilie in Schweden groß, die dem Alkohol verfiel und auseinanderbrach. Der Film war ein großer Kritikererfolg, wurde mehrfach ausgezeichnet und startete am 8. Dezember 2011 in den deutschen Kinos.

## Handlung
Leenas Geburtstag fängt morgens damit an, dass ihre beiden Töchter sie mit einem Kuchen überraschen. Es scheint ein glücklicher Familienmoment zu sein, der nur durch einen Telefonanruf unterbrochen wird, den Leena schnell wieder abwimmelt und von dem sie meint, dass es niemand gewesen sei. Doch erneut klingelt das Telefon und am anderen Ende ist das Krankenhaus von Ystad, welches mitteilt, dass ihre Mutter im Sterben liegt. Leena will davon nichts wissen, doch ihr Ehemann Johan macht sich mit ihr und den Kindern auf den Weg zu Aili Moilanen, Leenas Mutter. Widerwillig und mit kühler emotionaler Distanz fährt Leena mit. Sie selbst erinnert sich während der Fahrt immer wieder an ihre schlimme Kindheit, sodass sie fast mit ihrer ganzen Familie einen Unfall verursacht.
Leena wuchs als älteste Tochter einer finnischen Einwandererfamilie in einem Plattenbau einer armen Wohnsiedlung auf. Die Familie ist arm und ihr Vater ist arbeitslos. Leena und ihre Mutter müssen bei reichen Leuten putzen. Alle haben kleinere Träume, die sie verwirklichen möchten. So träumt der Vater davon, mit besonderen Sonnenblumen Geld zu verdienen, während die Mutter, einst vor dem Krieg eine gute Schwimmerin, hofft, dass aus ihrer Tochter eine zweite Esther Williams wird. Die Eltern lieben sich innig, doch der eigene Misserfolg im Leben führt dazu, dass sie immer mehr trinken und dem Alkohol verfallen, sodass sie des Nachts nicht nur feiern, sondern sich auch gegenseitig schlagen, anschreien und verprügeln.
Als Leena mit ihrer Familie im Krankenhaus eintrifft, ist sie sehr distanziert und behauptet erstmal, dass Aili nicht ihre Mutter sei und will wieder abreisen. Johan kann das Verhalten seiner Frau nicht verstehen und stellt Aili ihre Enkelinnen vor. Aber Aili hat nur einen Wunsch, sie will ihren Mann Kimmo sehen und bei ihm sein. Also fährt Leena mit ihrer Familie zu Ailis Wohnung, wo sie einst selbst aufwuchs und findet eine heruntergekommene Bleibe vor, die sie erstmal putzt. Dies nimmt sie derart mit, dass sich Johan wundert, was mit ihr los ist, doch sie antwortet nicht, schnappt sich die Urne mit der Asche ihres Vaters und fährt damit zurück ins Krankenhaus. Dort übergibt sie diese ihrer Mutter, die sich darüber sehr freut und Leena bittet, wenn sie gestorben sei, neben ihrem Kimmo begraben zu werden. Sie bittet um eine letzte Zigarette und versucht sich bei Leena dafür zu entschuldigen, dass man vielleicht hätte nach Finnland zurückkehren müssen, denn Kimmo habe sich nie in Schweden einleben können.
Stattdessen hatte Leena einen dem Alkohol immer stärker verfallenden Vater erlebt, der unter anderem besoffen und halbnackt prügelnd Weihnachtsfeste ruinierte, seine Frau immer wieder verprügelte und auch Leena immer wieder schlug. Zwar versuchte Aili ihre Familie vor ihm zu schützen, doch auch sie verfiel dem Alkohol und nahm Kimmo immer wieder in die Wohnung auf, nachdem sie ihn rausgeschmissen hatte. Da sie ihren Mann innig liebte, schaffte er es immer wieder mit seinen Liebesschwüren und Versprechungen zurückzukommen. Leena schafft es, mit der Wut über ihr Leben Wettkämpfe im Schwimmen zu gewinnen, aber zu Hause interessiert das niemanden mehr. Die Eltern verwahrlosen zunehmend und Leena beginnt sich immer stärker um ihren kleinen Bruder Sakari zu kümmern und ihn vor seinen Eltern zu schützen. Eines Tages scheint die Rettung nahe, als zwei Sozialarbeiter erscheinen. Doch diese interessieren sich nur dafür, dass Sakari endlich wieder zur Schule geht, und verlassen, trotz Leenas Betteln, Sakari mitzunehmen, wieder die Wohnung. Daraufhin verliert Kimmo völlig die Beherrschung und verprügelt seine Frau derart heftig, dass sie später von Leena bewusstlos und blutig auf dem Boden gefunden wird. Der Notarzt erscheint mit der Polizei und weiteren Sozialarbeitern, die die Kinder aus der Familie holen. Hier trennen sich die Wege von Leena und Sakari.
Im Krankenhaus rechtfertigt sich ihre Mutter, dass nicht alles schlecht war und es auch schöne Feste mit Leenas Vater gab und dass er ein toller Tänzer war, mit dem sie gerne tanzte. Aber das macht Leena wütend und sie brüllt ihre Mutter an. Die Feste waren nur ein „ekelhafter Dreck voller, Kotze, Pisse und Scheiße“. An diesem „finnischen Ekel“ sei Sakari zu Grunde gegangen und nicht, weil er „nur Pech hatte“. Nachdem man ihn aus der Familie gerissen hatte, verstörten die wechselnden Aufenthalte in Heimen den stillen Jungen immer mehr, er sei nie wieder glücklich gewesen. Als Jugendlicher war er zudem drogensüchtig und wurde erst Tage nach seinem Tod, auf 45 kg abgemagert, aufgefunden.
Leena kann den Anblick ihrer Mutter nicht mehr ertragen, eilt sofort zu ihrem Elternhaus und will sofort abreisen. Doch Johan weiß immer noch nicht Bescheid, sodass er sie fragt, was denn los sei, schließlich hätte er ihr geholfen, ihre Mutter zu sehen. Aber erneut rastet Leena aus, als sie plötzlich ihre Kinder in Sakaris Kleidung sieht. Sie will das nicht und reißt ihren schlafenden Kindern die Sachen vom Körper. Johan reißt daraufhin die wild um sich schlagende Leena von ihren verängstigten Kindern weg und Leena brüllt, schreit und schlägt auf Johan ein. Er kann sie überwältigen und der Streit wird durch den Telefonanruf unterbrochen, der mitteilt, dass ihre Mutter gestorben sei. Daraufhin bricht Leena weinend zusammen. Nachdem sie beichtet, wie sehr sie sich selbst für die Situation die Schuld gab und wie sehr sie sich hätte mehr bemühen müssen, um vielleicht Sakari zu retten, steht ihr Johan zur Seite.
Leena besucht schließlich das Totenbett ihrer Mutter und streift ihr ihren verloren geglaubten Ehering über und erinnert sich, wie sehr ihre Mutter ihren Vater liebte und wie glücklich beide waren, trotz allen Alkohols und Elends.

## Besetzung
Tehilla Blad spielte bereits in den Millennium-Filmen Verblendung, Verdammnis und Vergebung die kindliche Version der Figur von Noomi Rapace. Ihre beiden Geschwister Alpha Blad und Junior Blad spielten an ihrer Seite. Während Junior im Film ihren Bruder mimt, verkörpert Alpha ihre Tochter Marja. Und auch Noomis damaliger Ehemann, Ola Rapace, spielte im Film ihren Ehemann Johan.

## Kritik
In der schwedischen Tageszeitung Svenska Dagbladet meinte Hynek Pallas, dass dieser „meisterhaft handwerkliche Film“ nicht erst beim ersten Sehen, sondern beim „zweiten oder dritten die Fähigkeit entfalte, zu Tränen zu rühren“. Er lobte die Regie, das Drehbuch, den Schnitt, die Musik und die Kamera und kam nicht umhin zu loben, wie gut Outi Mäenpää und Ville Virtanen ihre Rollen spielten, denn sie seien nicht einfach nur widerlich, sondern versuchten auch immer wieder das Richtige zu tun.
Im schwedischen Arbetarbladet meinte Bodil Juggas, dass Pernilla August diesen „fast perfekten Film“, nach der starken Überarbeitung der literarischen Vorlage, zu einem „gewalttätigen psychologischen Drama, bei dem es sowohl um Wunden geht, die niemals heilen, unterdrückten Schmerzen und einer Bindung zwischen Mutter und Kind“ gelungen sei.
Annika Gustafsson lobte in der schwedischen Morgenzeitung Sydsvenskan, dass August die offensichtliche Fähigkeit besitze in klaren rhythmischen Bildern zu erzählen und ihre kreative visuelle Vorstellungskraft den Film noch besser mache. Und sie lobte die Schauspieler, die in ihren nicht immer einfachen Rollen glaubhaft und stark spielen würden.

## Auszeichnungen
- Bei der Verleihung des schwedischen Filmpreises Guldbagge erhielt der Film 2011 drei Auszeichnungen (Beste Regie, Beste Nebendarstellerin und den Preis für besondere Leistungen) und sechs Nominierungen (Bestes Drehbuch, Beste Kamera, Bester Nebendarsteller, Beste Nebendarstellerin, Bester Film, Beste Hauptdarstellerin).
- Beim São Paulo International Film Festival erhielt der Film eine Auszeichnung für Noomi Rapace als beste Hauptdarstellerin und den Jurypreis.
- Beim Filmfest Hamburg erhielt der Film die Auszeichnung der ausländischen Presse.
- Schweden reichte Bessere Zeiten als Kandidat für den Oscar 2012 in der Kategorie Bester fremdsprachiger Film ein.[6]

## Veröffentlichung
Der Film hatte seine Weltpremiere am 6. September 2010 bei den Internationalen Filmfestspielen von Venedig. Und nachdem der Film beim Filmfest Hamburg und dem Filmfest Nordische Filmtage Lübeck lief, startete er am 10. Dezember 2010 in Schweden. Anschließend feierte der Film weitere Kinostarts in anderen Ländern und wurde auf mehreren internationalen Filmfestivals gezeigt, wo er auch mehrfach ausgezeichnet wurde. Seitdem konnte der Film weltweit ungefähr 5,3 Mio. US-Dollar einspielen. In Deutschland startete der Film am 8. Dezember 2011.